# عودة باتمان (فلم)
عودة الرجل الوطواط أو عودة باتمان (بالإنجليزية: Batman Returns) فيلم أمريكي أنتج في عام 1992 من إخراج تيم برتون وبطولة مايكل كيتون وداني ديفيتو وميشيل فيفر وكريستوفر واكن، يعتبر الجزء الثاني والمكمل لفيلم (الرجل الوطواط) الذي أنتج في عام 1989 ويستند على سلسلة قصص (الرجل الوطواط) المصورة رشح الفيلم لجائزتي أوسكار عام 1993 واحدة عن فئة أفضل مؤثرات بصرية والثانية لأفضل مكياج.

## القصة
تدور قصة الفيلم حول صراع باتمان مايكل كيتون مع البطريق (داني ديفيتو) الذي يخطط مع رجل الأعمال الثري ماكس شريك (كريستوفر واكن) لكي يصبح الأخير عمدة المدينة ويحول مدينة غوثام إلى مرتع للجريمة، ويكون على باتمان أن يواجه خصميه الشرسين وتحسين صورته لدى الناس، وفي نفس الوقت التصرف مع خصم غريب يحبه ويكرهه في نفس الوقت؛ هي المرأة القطة التي كانت سكرتيرة ماكس شريك قبل أن يتسبب حادث في تحويلها لهذه الشخصية الغامضة.

## أبطال الفيلم
- مايكل كيتون بدور الرجل الوطواط
- داني ديفيتو بدور البطريق
- ميشيل فايفر بدور المرأة القط

## التصوير
بدأ تصوير الفيلم في عام 1991 في أكبر استدويهات هوليود الداخلية وقد عارض تصوير الفيلم منضمات الدفاع عن حقوق الحيوان بعد سماعهم عن اشراك البطاريق في تصوير المشاهد الخاصة بالرجل البطريق

## إطلاق الفيلم
أطلق الفيلم في الولايات المتحدة الأمريكية في 19 يونيو من عام 1992 محققا 45 مليون دولار في عطلة نهاية الاسبوع وتعد هذه من أعلى افتاحيات الأفلام ربحا في عام 1992.

## أرباح الفيلم
حقق الفيلم ما يقارب 162 مليون دولار أمريكي في الولايات المتحدة الأمريكية وما مجموعة 266 مليون دولار أمريكي في بقية دول العالم.

## آراء النقاد
بصورة عامة جمع الفيلم آراء ايجابية عند النقاد.

## الأجزاء الأخرى
بعد النجاح التجاري الكبير أتبع هذا الفيلم بجزء ثالث ورابع قبل أن تتحول السلسلة إلى المخرج العالمي كريستفور نولان.

## روابط خارجية
- مقالات تستعمل روابط فنية بلا صلة مع ويكي بيانات